# St. Johannis (Herreden)

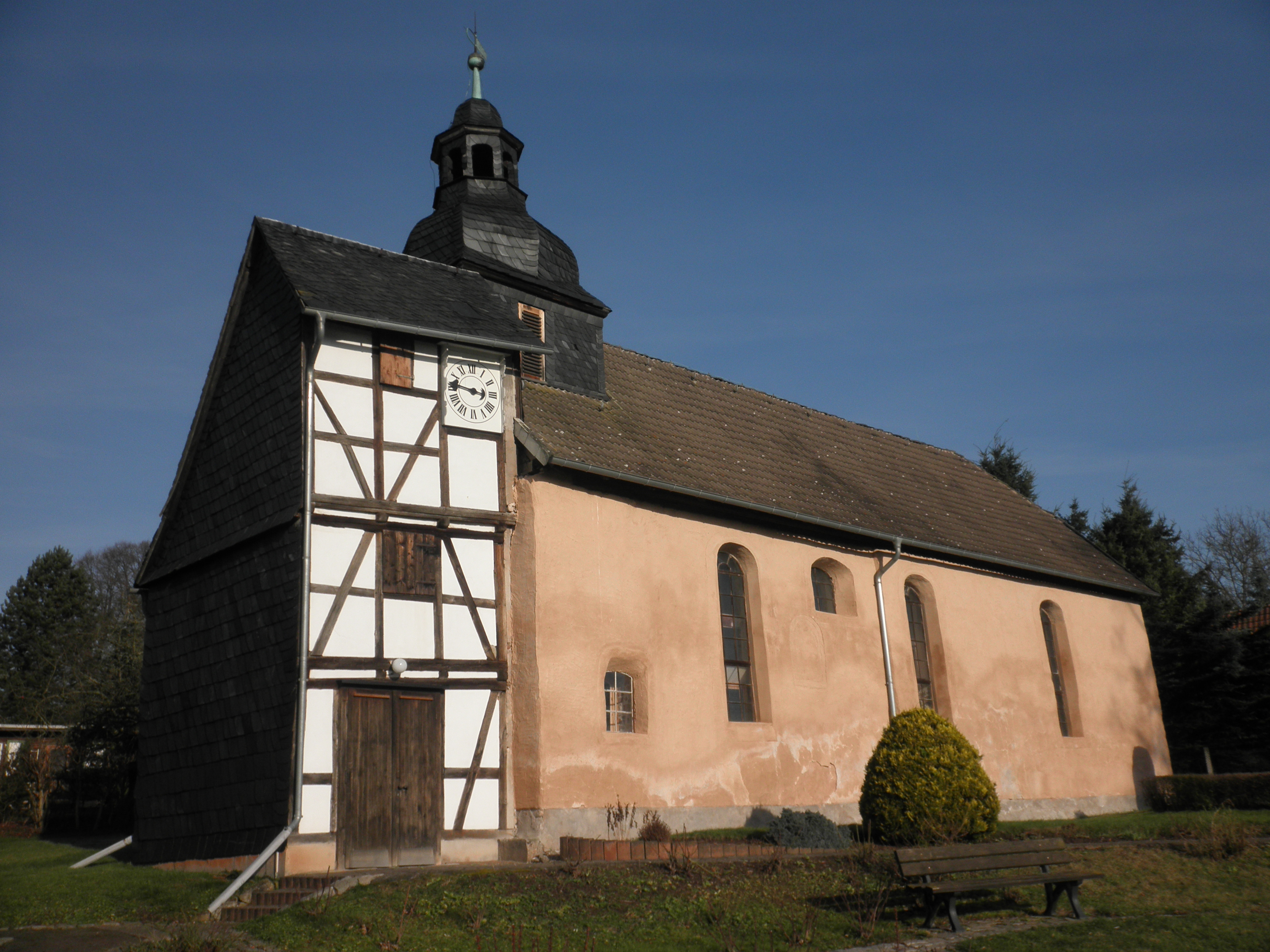
Die Kirche

Die evangelische Dorfkirche St. Johannis steht im Ortsteil Herreden der Stadt Nordhausen im Landkreis Nordhausen in Thüringen.

## Geschichte
Diese Dorfkirche wurde im 13. Jahrhundert errichtet und nach der Reformation im Barockstil umgebaut. Der Fachwerkturm wurde 1690 an der Westseite des Gotteshauses angebaut.

## Besonderheiten
In der Dorfkirche steht ein wertvoller Taufengel, der ein lächelndes Gesicht zeigt. 
Vor dem Gotteshaus gibt es ein von den Gläubigen angelegtes Rosengärtchen und die Gedenktafeln für die Opfer des Ersten und Zweiten Weltkrieges.